# آنا كيم
آنا كيم (بالألمانية: Anna Kim) (و. 1977  م) هي كاتِبة، وشاعرة نمساوية، ولدت في دايجون، بدأت مشوارها المهني سنة 1999.

## التعليم
تعلمت في جامعة فيينا.

## جوائز
حصلت على جوائز منها:
- European Union Prize for Literature [الإنجليزية]‏ (2012)
- Elias Canetti scholarship  [لغات أخرى]‏ (2009).

## روابط خارجية
- آنا كيم على موقع IMDb (الإنجليزية)
- آنا كيم على موقع مونزينجر (الألمانية)